# Kabinet-Harding
Het kabinet–Harding was de uitvoerende macht van de Amerikaanse overheid van 4 maart 1921 tot 2 augustus 1923. Senator Warren Harding uit Ohio van de Republikeinse Partij werd de 29e president van de Verenigde Staten na het winnen van de presidentsverkiezingen van 1920 over de kandidaat van de Democratische Partij zittend gouverneur van Ohio James Middleton Cox. Op 2 augustus 1923 overleed Harding aan de gevolgen van een beroerte of hartaanval tijdens een bezoek aan San Francisco op 57-jarige leeftijd en werd opgevolgd door vicepresident Calvin Coolidge.
| Nr.              | Functie(s) | Functie(s)                                         | Ambtsbekleder          | Ambtsbekleder                      | Ambtstermijn | Ambtstermijn     | Partij(en) |
| ---------------- | ---------- | -------------------------------------------------- | ---------------------- | ---------------------------------- | ------------ | ---------------- | ---------- |
| 29               |            | President van de Verenigde Staten                  | Warren Harding         | Warren Harding (1865–1923)         | 4 maart 1921 | 2 augustus 1923  | R          |
| 29               |            | Vicepresident van de Verenigde Staten              | Calvin Coolidge        | Calvin Coolidge (1872–1933)        | 4 maart 1921 | 2 augustus 1923  | R          |
| Kabinet          |            |                                                    |                        |                                    |              |                  |            |
| Nr.              | Functie(s) | Functie(s)                                         | Ambtsbekleder          | Ambtsbekleder                      | Ambtstermijn | Ambtstermijn     | Partij(en) |
| 44               |            | Minister van Buitenlandse Zaken                    | Charles Evans Hughes   | Charles Evans Hughes (1862–1948)   | 4 maart 1921 | 4 maart 1925     | R          |
| 49               |            | Minister van Financiën                             | Andrew Mellon          | Andrew Mellon (1855–1937)          | 4 maart 1921 | 12 februari 1932 | R          |
| 48               |            | Minister van Oorlog                                | John Weeks             | John Weeks (1860–1926)             | 4 maart 1921 | 13 oktober 1925  | R          |
| 42               |            | Minister van de Marine                             | Edwin Denby            | Edwin Denby (1870–1929)            | 4 maart 1921 | 10 maart 1924    | R          |
| 51               |            | Minister van Justitie                              | Harry Daugherty        | Harry Daugherty (1860–1941)        | 4 maart 1921 | 6 april 1924     | R          |
| 28               |            | Minister van Binnenlandse Zaken                    | Albert Fall            | Albert Fall (1861–1944)            | 4 maart 1921 | 4 maart 1923     | R          |
| 29               |            | Minister van Binnenlandse Zaken                    | Hubert Work            | Hubert Work (1860–1942)            | 4 maart 1923 | 25 juli 1928     | R          |
| 7                |            | Minister van Landbouw                              | Henry Cantwell Wallace | Henry Cantwell Wallace (1866–1924) | 4 maart 1921 | 25 oktober 1924  | R          |
| 3                |            | Minister van Economische Zaken                     | Herbert Hoover         | Herbert Hoover (1874–1964)         | 4 maart 1921 | 22 augustus 1928 | R          |
| 2                |            | Minister van Arbeid                                | Jim Davis              | Jim Davis (1873–1947)              | 4 maart 1921 | 3 november 1930  | R          |
| 49               |            | Minister van Posterijen                            | Will Hays              | Will Hays (1879–1954)              | 4 maart 1921 | 4 maart 1922     | R          |
| 50               |            | Minister van Posterijen                            | Hubert Work            | Hubert Work (1860–1942)            | 4 maart 1922 | 4 maart 1923     | R          |
| 51               |            | Minister van Posterijen                            | Harry New              | Harry New (1858–1937)              | 4 maart 1923 | 4 maart 1929     | R          |
| Executive Office |            |                                                    |                        |                                    |              |                  |            |
| Nr.              | Functie(s) | Functie(s)                                         | Ambtsbekleder          | Ambtsbekleder                      | Ambtstermijn | Ambtstermijn     | Partij(en) |
| 1                |            | Directeur van het Bureau voor Management en Budget | Charles Dawes          | Charles Dawes (1865–1951)          | 20 juni 1921 | 1 juli 1922      | R          |
| 2                |            | Directeur van het Bureau voor Management en Budget | Herbert Lord           | Herbert Lord (1859–1930)           | 1 juli 1922  | 31 mei 1929      | R          |

Washington ·
J. Adams ·
Jefferson ·
Madison ·
Monroe ·
J.Q. Adams ·
Jackson ·
Van Buren ·
W.H. Harrison ·
Tyler ·
Polk ·
Taylor ·
Fillmore ·
Pierce ·
Buchanan ·
Lincoln ·
A. Johnson ·
Grant ·
Hayes ·
Garfield ·
Arthur ·
Cleveland I ·
B. Harrison ·
Cleveland II ·
McKinley ·
T. Roosevelt ·
Taft ·
Wilson ·
Harding ·
Coolidge ·
Hoover ·
F.D. Roosevelt ·
Truman ·
Eisenhower ·
Kennedy ·
L.B. Johnson ·
Nixon ·
Ford ·
Carter ·
Reagan ·
G.H.W. Bush ·
Clinton ·
G.W. Bush ·
Obama ·
Trump I ·
Biden ·
Trump II